# Étienne Chardon de Courcelles
Étienne Chardon de Courcelles, né à Amagne (Ardennes) le 9 mars 1705, mort à Brest (Finistère) en 1775, est un médecin qui a exercé dans la Marine française sous l'Ancien Régime.

## Biographie

### Directeur de l’École de chirurgie de Brest
Après la soutenance de ses deux thèses de doctorat,à Reims les 9 et 17 septembre 1735, il est reçu docteur en médecine le 7 décembre 1735, puis reçu Agrégé en l'académie de Paris en 1741. Entré au service de la Marine, sous l’autorité du comte de Maurepas, comme Second médecin du Roi en 1742, il est nommé Premier médecin du Roi en 1756.
Dès son arrivée à Brest, il est nommé Directeur de l’École de chirurgie.
Pour Maurepas, Courcelles : « est un habile homme qui a pratiqué pendant douze ans la médecine et la chirurgie sous les plus habiles médecins de Paris ». Courcelles donne à l’École l’essor qui en fera un des hauts lieux de la chirurgie française au XVIIIe siècle. Il fait paraître des manuels d’anatomie,et de chirurgie,,« pour l’instruction des élèves chirurgiens de la Marine à l’école de Brest ».

### Médecin embarqué et marin d'escadre
Médecin-chef de l’escadre du duc d’Anville en 1746, il fait partie de l’expédition envoyée à Louisbourg (Nouvelle-France et futur Canada) pour reprendre l’île Royale aux Anglais. Rentrant en France sur le vaisseau-hôpital le Mercure, il est capturé en août 1746 par le vaisseau anglais de 90 canons Namur. Après le désastre de la campagne de l’escadre, il retourne à Brest, gravement atteint par le scorbut et écrit sur les maladies de l’expédition.

### Médecin des forçats et des épidémies
En 1749, il soigne des centaines de forçats transférés de Marseille à la suite de la suppression du Corps des galères et arrivés à Brest, dans un état de santé déplorable. En 1757, en pleine guerre de Sept Ans, l’escadre Du Bois de la Motte, de retour de Louisbourg, apporte à Brest le typhus, qui « submergea » l’hôpital maritime, envahit la ville avec des milliers de malades. Chardon de Courcelles, alors Premier médecin du port, réquisitionne chirurgiens et apothicaires dans toute la Bretagne. Manquant d’infirmiers, il réquisitionne les forçats venus des galères de Marseille « en choisissant ceux dont les cas sont les plus grâciables ».
En 1760, Nicolas René Berryer (1703-1762), secrétaire d’État à la Marine, lane une réforme de l’administration de l’hôpital, change le règlement de l’École et supprime le Jardin botanique. Etienne-François De Choiseul (1719-1785), lui succéde comme secrétaire d’État à la Guerre et à la Marine. Courcelles lui adresse alors, en 1763, un mémoire concernant l’École de Chirurgie, mais le nouveau règlement, qu’il appelle de ses vœux, ne parait qu’en 1768, sous l’égide des frères Poissonnier.

### Membre de l'Académie de Marine et de l’Académie des Sciences
Esprit curieux et novateur, il développe le jardin botanique de l’hôpital de Brest, étudie les moyens de dessaler l’eau de mer, la fabrication de ventilateurs et s’intéresse à la diététique,,des gens de mer frappés par le scorbut, dont il a été lui-même victime. Chardon de Courcelles meurt le 5 juillet 1775 à Brest. Il a participé à la fondation de l’Académie de Marine dont il est devenu membre le 30 juillet 1752. Il était membre ordinaire de l’Académie royale de Marine depuis le 24 avril 1769, sous-secrétaire du 22 avril à fin 1773 et 1774. Enfin, il était membre de l’Académie des Sciences, correspondant d’Henri-Louis Duhamel Du Monceau, depuis le 16 juin 1742.